# دیگو کوستا سیلوا
دیگو کوستا سیلوا (پرتغالی: Diego Costa Silva؛ زادهٔ ۱۱ مهٔ ۱۹۷۹) بازیکن فوتبال سابق اهل برزیل است.
از باشگاه‌هایی که در آن بازی کرده‌است می‌توان به اتلتیکو پارانائنزه، فلومیننزه، ویتوریا ستوبال و قبله اشاره کرد.